# Josef Jungmann (Fechter)
Josef Jungmann (* 5. März 1888 in Prag; † 20. Oktober 1982 ebenda) war ein tschechoslowakischer Fechter, der an vier Olympischen Spielen teilnahm. Ihm wurde der Olympische Orden in Bronze verliehen.

## Ergebnisse
| Jahr | Ort       | Disziplin          | Platzierung |
| ---- | --------- | ------------------ | ----------- |
| 1920 | Antwerpen | Florett (Einzel)   | 45.         |
| 1920 | Antwerpen | Degen (Einzel)     | 24.         |
| 1920 | Antwerpen | Degen (Mannschaft) | 9.          |
| 1920 | Antwerpen | Säbel (Mannschaft) | 8.          |
| 1924 | Paris     | Degen (Einzel)     | 53.         |
| 1924 | Paris     | Säbel (Mannschaft) | 4.          |
| 1928 | Amsterdam | Degen (Einzel)     | 20.         |
| 1928 | Amsterdam | Degen (Mannschaft) | 5.          |
| 1936 | Berlin    | Säbel (Mannschaft) | 11.         |

Jungmann war bei den Olympischen Sommerspielen 1936 außerdem Schiedsrichter in verschiedenen Disziplinen des Fechtens.